# Sandelingen-Ambacht
Sandelingen-Ambacht (ook wel Sandelingen Ambacht dan wel Sandeling-Ambacht of Adriaan-Pieters-Ambacht) was een gemeente, en daarvoor een ambachtsheerlijkheid, in de Nederlandse provincie Zuid-Holland, sinds 1 september 1855 een deel van Hendrik-Ido-Ambacht. Bij de volkstelling van 1830 had Sandelingenambacht 425 inwoners.
Er bestaat nog steeds de polder Sandelingen-Ambacht, een deel van de Zwijndrechtse Waard, overeenkomend met het grondgebied van de vroegere gemeente. Dwars door de polder loopt de Rijksweg A16.
Tegenwoordig ligt aan de westkant van Hendrik-Ido-Ambacht, tussen de oude dorpskern, de A16 en het Waaltje, een recreatiegebied Sandelingen-Ambacht, dat een deel (93 ha) van de polder beslaat.

Kaart van de ligging van Sandelingen-Ambacht in de gemeente Hendrik-Ido-Ambacht
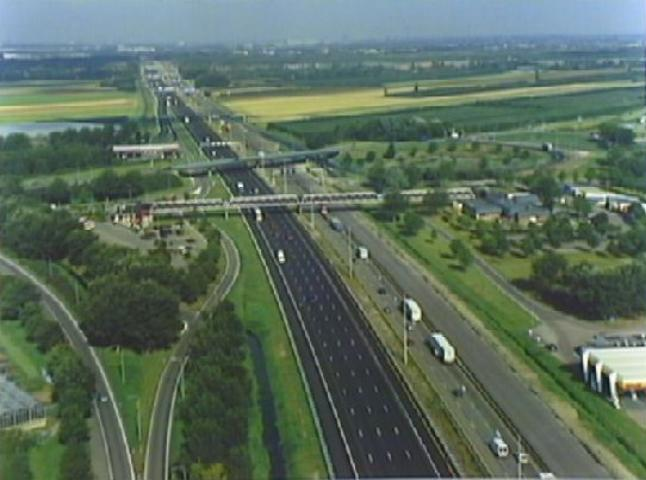
de A16